# Euryphlepsia yamia
Euryphlepsia yamia är en insektsart som beskrevs av Tsaur 1989. Euryphlepsia yamia ingår i släktet Euryphlepsia och familjen kilstritar. Inga underarter finns listade i Catalogue of Life.